# Рупія Шрі-Ланки
Шрі-Ланкійська рупія — грошова одиниця Шрі-Ланки.
Одна шрі-ланкійська рупія — 100 центів.
В обігу знаходяться банкноти номіналом 10, 20, 50, 100, 500, 1000 ,2000 та 5000 рупій, а також монети номіналом 1, 2, 5, 10, 25, 50 центів і 1, 2, 5, 10 рупій.

## Історія
Британський фунт став офіційним монетами Цейлону у 1825 році, британська срібна монета стала законним платіжним засобом. Казначейські банкноти, виражені в фунтах, були випущені у 1827 році.
Індійська рупія була застосована як стандартна монета Цейлону 26 вересня 1836 року. Фунт продовжував циркулювати після 1836 року, разом з рупієм. Правовою валютою залишалася британське срібло і рахунки зберігалися в фунтах, шилінгах і пенсах. Проте, виплати були зроблені в рупіях: 2 шилінга за рупій (тобто 1 фунт = 10 рупій).
Банк Цейлону став першим приватним банком емісії банкнот на острові (1844) і казначейські векселі були вилучені у 1856 році.
Індійська рупія була офіційно створена як законний платіжний засіб 18 червня 1869.

## Монети
У 1872 році були введені мідні 1/4, 1/2, 1 і 5 центові монети, датовані 1870 роком, а потім у 1892 році ввели срібні 10, 25 і 50 центові монети. Виробництво ¼ центів припинилось у 1904 році. Велика, 5 центова мідна монета була замінена у 1909 році набагато меншим мідно-нікелевими, яка була квадратом із закругленими кутами.
Між 1940 і 1944 роками були проведені зміни у карбуванні. Виробництво 1/2 відсотка припинилося у 1940 році, з бронзового 1 цента введеного у 1942 році із зменшеною вагою і товщиною. Нікель-латунь замінили мельхіором у 5 центах в тому ж році він замінив срібло у 25 і 50 центів у 1943 році.
У 1963 році була введена нова чеканка. Монети, випущені були алюмінієва 1 і 2 центова монета, нікелево-латунна 5 і 10 центова і мельхіорова 25 і 50 центова і 1 рупія. Ці монети мали ті ж самі форми і розміри як і у попередньої серії. У 1978 році девальвація спонукала заміні нікель-латунних 5 і 10 центів на алюмінієві, а незабаром припинили карбування 1 і 2 центів. Мідно-нікелеві 2 рупії і алюмінієво-бронзова 5 рупієва монети були введені у 1984 році, щоб повністю замінити відповідні банкноти. У 1987 році ювілейні 10 рупій і 5 центові монети були виведені з обігу. У 1998 році була випущена біметалічна ювілейна 10 рупієва монета.

## Банкноти
Уряд Цейлону представив свій перший випуск рупій банкнот у 1885 році п'ятьми рупіями (1885—1925) 10 рупіями (1894—1926) і 1000 рупій (1899 і 1915). Другий випуск включав одну рупію (1917—1939), дві рупії (1917—1921), 50 рупій (1914) і 100 рупію (1919). Протягом 1920-х років в обігу були (а в деяких випадках 1930-х років) один рупій, дві рупії (1925-39), два типи п'яти рупії (1925-28 і 1929-39), двох типів 10 рупії (1927- 28 і 1929-39), 50 рупій (1922-39), 100 рупій (1926-39), 500 рупій (1926) і 1000 рупії (1929).
Центральний банк Цейлону видавав один і десять рупій (1951), один, два, п'ять, 50, і 100 рупія (1952-54).
1 рупія банкноти були замінені монетами у 1963 році.
З 1977, банкноти випускалися Центральним банком Шрі-Ланки. 20 рупієві банкноти були введені у 1979 році, а потім 500 і 1000 рупієві у 1981 році, 200 рупій у 1998 і 2000 рупій у 2006 році. Банкноти Шрі-Ланки є незвичайними в тому, що вони надруковані вертикально на зворотному боці. У 1998 році 200-рупія банкнота була випущена на честь 50-річчя незалежності (1948—1998).

## Галерея

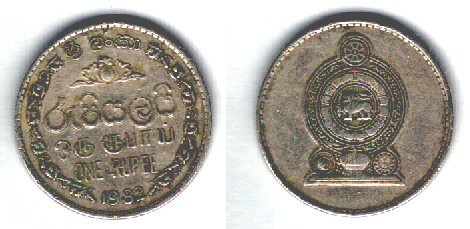
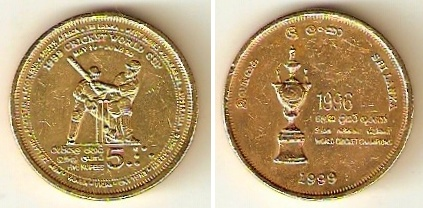
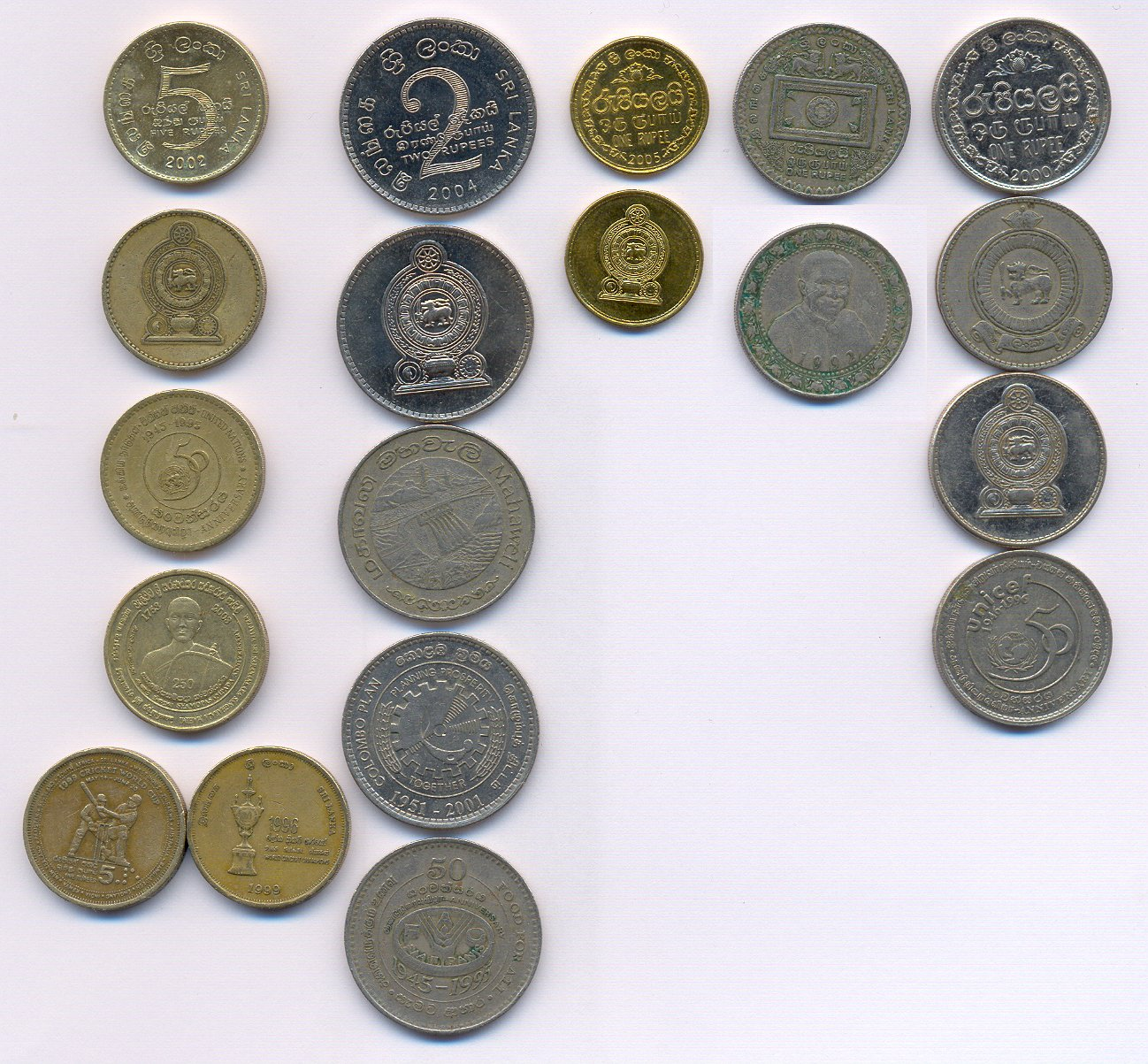
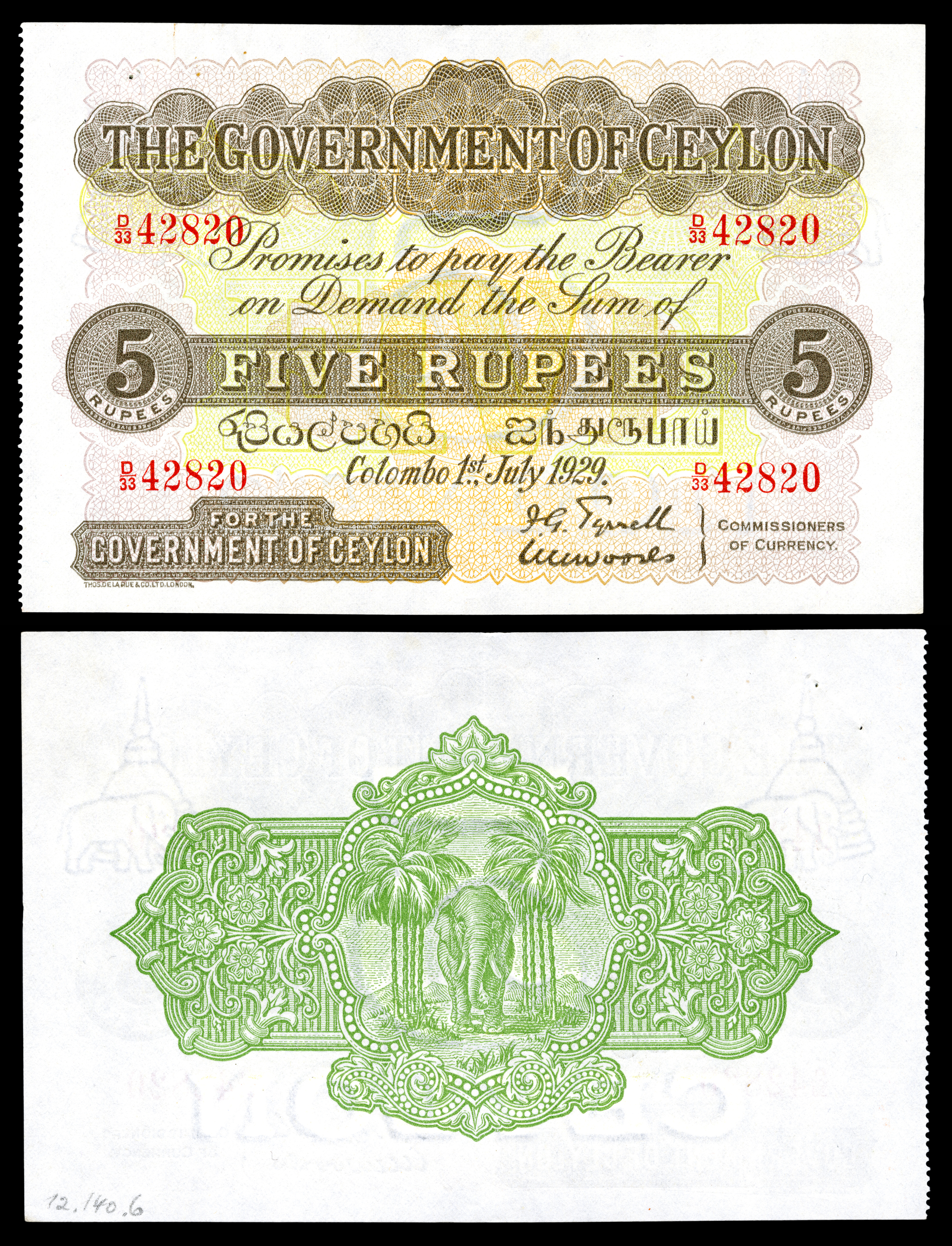
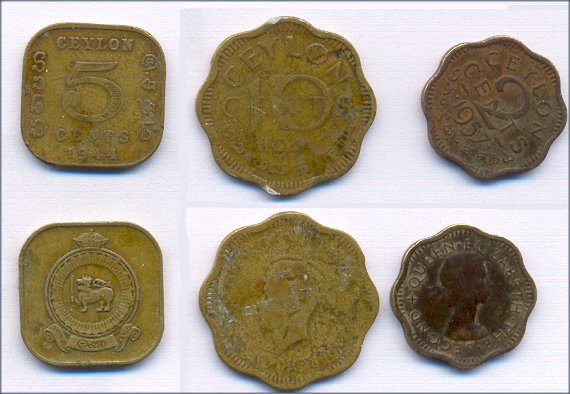
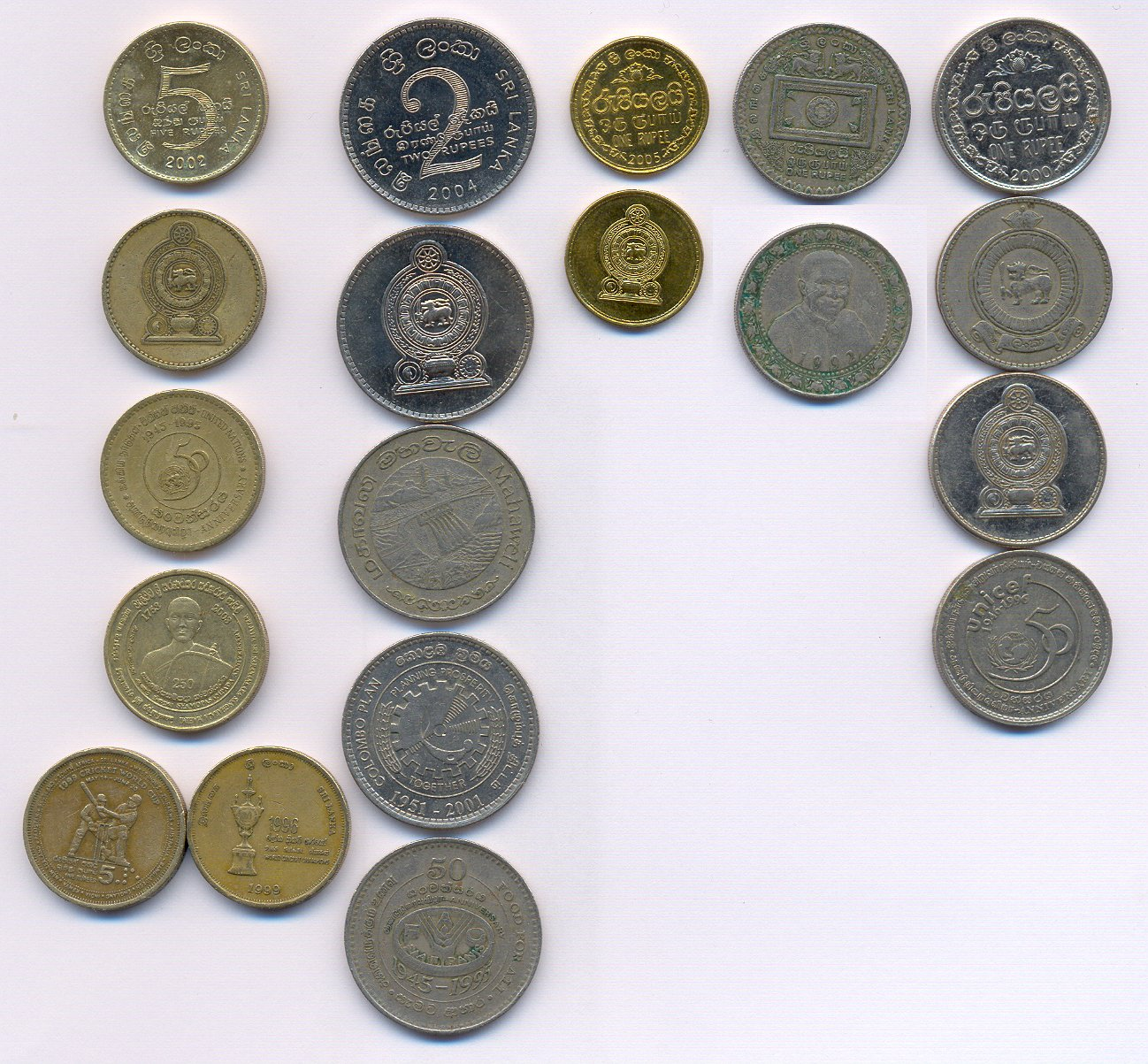